# Hojanovice
Hojanovice (deutsch Hojanowitz) ist eine Gemeinde in Tschechien. Sie liegt neun Kilometer nordwestlich von Humpolec und gehört zum Okres Pelhřimov.

## Geographie
Hojanovice befindet sich in der Böhmisch-Mährischen Höhe rechtsseitig über dem Tal der Želivka an einem kleinen Bach, der in die Talsperre Švihov mündet. Im Norden liegen die Reste des devastierten Fleckens Zahrádka. Südwestlich verläuft die Autobahn D 1.
Nachbarorte sind Dolní Paseka und Kamenná Lhota im Norden, Podivice im Nordosten, Proseč im Osten, Kaliště und Lohenice im Südosten, Chvalkovice und Koberovice im Süden, Vojslavice im Westen sowie Mešnik und Ježov im Nordwesten.

## Geschichte
Die erste urkundliche Erwähnung von Hojanovice erfolgte 1318 in einem Besitzverzeichnis des Vyšehrader Kollegiatkapitels.
Ende der 1960er Jahre begann der Bau der Talsperre Švihov, durch den das westlich des Dorfes gelegene tief eingeschnittene romantische Tal in den Flussschleifen der Želivka ab 1976 in einem Stausee versank.

## Gemeindegliederung
Für die Gemeinde Hojanovice sind keine Ortsteile ausgewiesen.

## Sehenswürdigkeiten
- Kapelle am Dorfplatz